# Стухулец (Васлуј)
Стухулец (рум. Stuhuleț) насеље је у Румунији у округу Васлуј у општини Березени. Oпштина се налази на надморској висини од 72 m.

## Становништво
Према подацима из 2002. године у насељу је живело 297 становника, од којих су сви румунске националности.